# Southport Football Club
O Southport Football Club é um clube de futebol profissional da Inglaterra, com sede na cidade de Southport, do condado de Merseyside. Fundado em 1881 (144 anos), disputa a Conferência Nacional, equivalente à quinta divisão do futebol inglês. Tem como estádio o Pure Stadium, com capacidade para 6 008 pessoas. Liam Watson é o atual treinador do clube. Atualmente disputa a National League North, que equivale a 6ª divisão do futebol inglês.

## Títulos

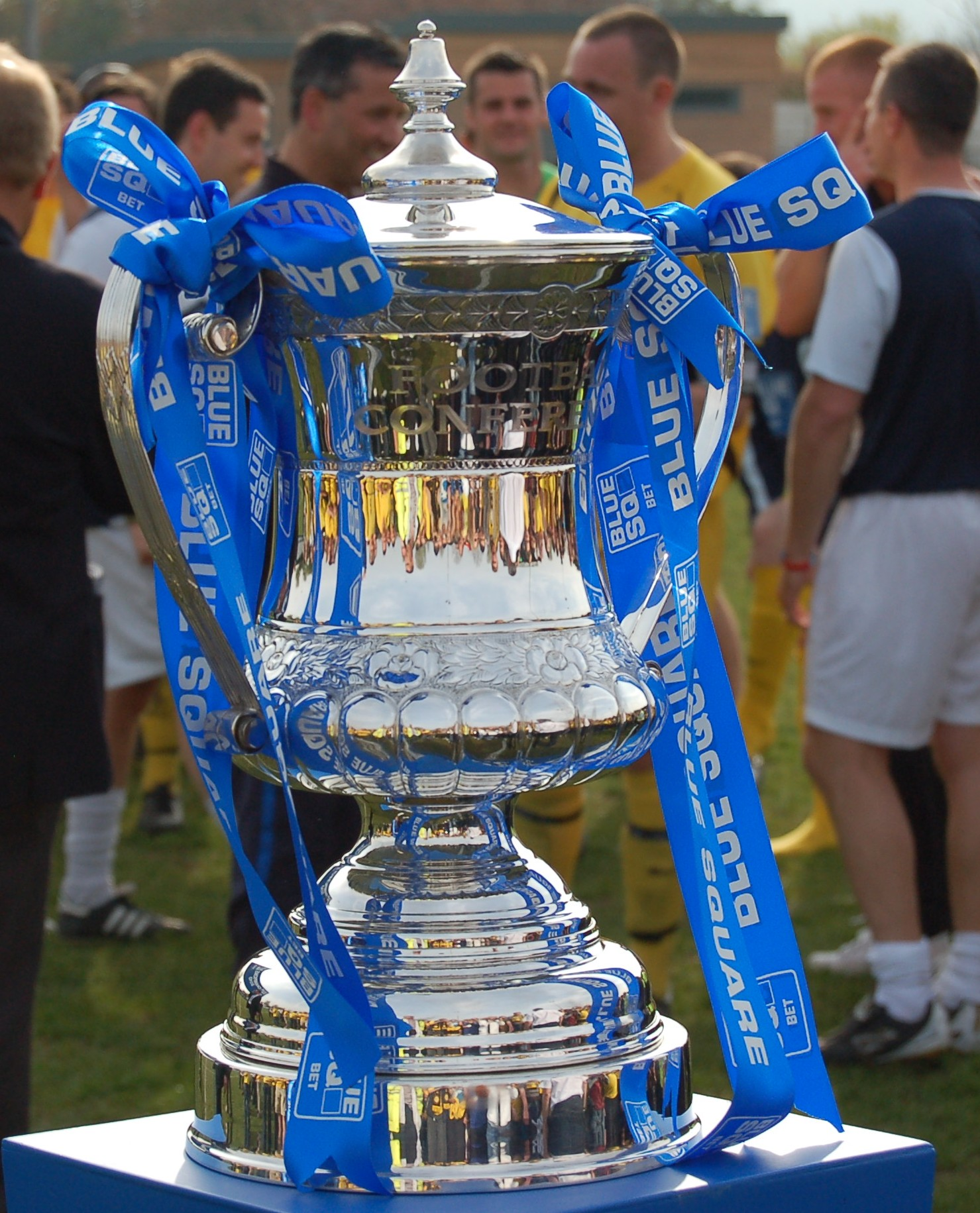
O troféu da Conference North concedido a Southport, vencedor da temporada 2009–10.

| Títulos                                  | N.º  | Anos                                                                            |      |      |      |
| Liga                                     | Liga | Liga                                                                            | Liga | Liga | Liga |
| ---------------------------------------- | ---- | ------------------------------------------------------------------------------- | ---- | ---- | ---- |
| Football League Division Four            | 1    | 1972–73                                                                         |      |      |      |
| Conference North                         | 2    | 2004–05, 2009–10                                                                |      |      |      |
| Northern Premier League                  | 1    | 1992–93                                                                         |      |      |      |
| Copas                                    |      |                                                                                 |      |      |      |
| Football League Third Division North Cup | 1    | 1937–38                                                                         |      |      |      |
| Lancashire Senior Cup                    | 1    | 1904–05                                                                         |      |      |      |
| Lancashire Junior Cup                    | 8    | 1919–20, 1992–93, 1996–97, 1997–98, 2000–01, 2005–06, 2007–08, 2009–10          |      |      |      |
| Liverpool Senior Cup                     | 11   | 1930–31, 1931–32, 1943–43, 1962–63, 1974–75, 1990–91, 1992–93, 1998–99, 2011–12 |      |      |      |
| Northern Premier League Challenge Cup    | 1    | 1990–91                                                                         |      |      |      |